# Scopula subnictata
Scopula subnictata är en fjärilsart som beskrevs av Pieter Cornelius Tobias Snellen 1874. Scopula subnictata ingår i släktet Scopula och familjen mätare. Inga underarter finns listade.